# Södra Delta-Aquariderna
Södra Delta-Aquariderna är ett meteorregn synligt från mitten av juli till mitten av augusti med en topp omkring den 28–29 juli. Dess ursprung var länge okänt men har ansetts nu vara Marsdens- och Krachts solstrykande kometer. Ett misstänkt ursprung är kometen 96P Machholz. 
Meteorregnet har fått sitt namn från att dess radiant ligger i stjärnbilden Vattumannen (latin: Aquarius), nära den ljusa stjärnan Delta Aquarii. Namnet härstammar från den latinska possessivformen "Aquarii", varvid deklinationen "-i" ersätts med "-ids" (därav Vattumän med två i). Det finns två grenar av Delta Aquari-meteorregnen, Sydlig och Nordlig. Södra Delta-Aquariderna anses vara ett relativt starkt meteorregn och når vanligen en topp på omkring 15–20 stjärnfall per timme.Den genomsnittliga radianten ligger vid RA =339°, DEC =−17°. De Norra Delta-Aquariderna är ett svagare meteorregn, som når sin topp senare i mitten av augusti, med en genomsnittlig toppfrekvens på 10 meteorer per timme och en genomsnittlig radiant på RA =340°, DEC =−2°. 

## Historik
Observationer av de (då oidentifierade) Delta-aquariiderna (δ-aquariider) registrerades av G. L. Tupman år 1870, som plottade 65 meteorer observerade mellan 27 juli och 6 augusti. Han plottade strålningens synbara start- och slutpunkter (RA=340°, DEC=−14°; RA=333°, DEC=−16°). Detta korrigerades senare. Ronald A. McIntosh plottade om banan, baserat på ett större antal observationer gjorda från 1926 till 1933. Han bestämde att den började vid RA=334,9°, DEC=−19,2° och slutade vid RA=352,4°, DEC=−11,8°. Cuno Hoffmeister och ett team av tyska observatörer var de första som registrerade egenskaperna hos en nordlig aquariid-radiant i strömmen omkring 1938. Kanadensaren D. W. R. McKinley observerade båda grenarna år 1949, men associerade inte de två radianterna. Detta åstadkoms av astronomen Mary Almond år 1952, som bestämde både den exakta hastigheten och omloppsbanan för Delta Aquariiderna. Hon använde en "mer selektiv strålande antenn" (ekoradio) för att identifiera troliga medlemsmeteorer och ritade ett exakt omloppsplan. Hennes artikel rapporterade det som ett brett "system av omloppsbanor" som förmodligen är "sammankopplade och producerade av en utsträckt ström". Detta bekräftades i Harvard Meteor Project 1952–1954, genom fotografisk observation av omloppsbanor. Projektet producerade också de första bevisen för att strömmens utveckling påverkades av Jupiter.

## Visning
Delta Aquariiderna ses bäst före gryningen på platser där ljusföroreningar ej förekommer. Tittare på södra halvklotet får vanligtvis en bättre bild eftersom radianten är högre på himlen under högsäsong. Eftersom radianten är ovanför den södra horisonten för tittare på norra halvklotet, kommer meteorer främst att sprida ut sig i alla kompassriktningar, öster, norr och väster. Få meteorer kommer att ses på väg söderut, såvida de inte är ganska korta och nära radianten.